# 장앙 (경시)
장앙(張卬, ? ~ ?)은 중국 신나라의 반란 지도자로, 녹림군의 장군이며 현한의 위위대장군·회양왕이다.

## 행적
신나라 말기의 기근으로 인해 일어난 농민 반란군인 녹림군이 지황 3년(22년) 역병으로 흩어졌을 때, 왕상·성단과 함께 하강병(下江兵)이란 이름으로 나뉘어 남군의 남구(藍口)로 들어갔고, 왕상이 그 지도자를 맡았다. 하강병이 신나라에 격파됐을 때 왕상·성단과 함께 패잔병을 수습했다.
이해 하강병이 남양군 의추취에 주둔하고 있을 때, 남양군 용릉현에서 일어난 용릉병이 녹림군 중 신시병·평림병과 연합해 소장안에서 대패해 용릉병의 지도자 유연이 동생 유수를 보내 협상을 시도했다. 장앙은 성단과 함께 왕상을 추대해 용릉병에게 보냈다. 용릉병에게 협조하기로 결단한 왕상이 돌아오자, 처음에는 성단과 함께 반대했으나 결국 왕상의 설득을 받아들여 용릉병과 함께했다. 하강병이 합세하는 것을 보자 떠나려고 한 신시병과 평림병도 그대로 남아, 함께 신군을 육수와 비수 사이에서 무찌르고 대장 전수대부 진부와 속정 양구사를 베었다.
23년, 녹림군이 황제를 추대할 때 유연과 평림병의 경시장군 유현으로 의견이 나뉘었는데, 대장 왕상이 유연을 지지함에도 본인은 평림병·신시병 쪽에 가담해 유현을 지지했다. 유연이 일단은 황제 옹립을 보류하는 것을 제안했으나, 장앙은 칼을 뽑아 땅을 베고 더 논의하지 말 것을 부르짖어 회의를 끝냈다. 음력 2월, 유현이 황제로 추대되어 경시제가 되고 삼공구경을 두었는데, 당시에는 기록이 없으나 나중에 위위대장군으로 나오는 것으로 보아 이때 위위가 된 것으로 보인다. 24년, 신나라가 멸망하고 현한이 장안으로 천도하면서 제후왕을 봉했는데, 장앙은 이때 회양왕이 되었다. 장군 요위(徭偉)와 함께 주유가 평정한 회양성을 진무하러 갔는데, 요위가 반역해 쫓겨났고 주유의 교위 잠팽이 이를 수습했다.
현한의 정치는 이내 혼란해졌는데, 장앙은 왕광과 함께 삼보에서 횡포를 부렸다. 경시 3년(25년), 왕광·성단과 함께 하동을 수비했으나 유수의 부하 등우에게 격파되었다. 한편 적미도 경시제 정권에 반기를 들어, 3월에 승상 이송을 격파하고 장안을 위협하고 있었다. 장앙은 제장들과 의논해 적미를 막아낼 수 없으므로 남양군으로 가 완왕 유사와 합류하고 잘 안 되면 옛 도적 생활로 돌아가자고 결의했으나, 경시제가 받아들이지 않았다. 그 다음으로는 요담·호은·신도건·외효 등과 함께 경시제를 겁박하려 했으나 계획이 들통났고, 경시제가 이 다섯 명을 주살하려 했으나 이들도 변고가 있었음을 깨달아 신도건을 제외하고 모두 달아났다. 장앙은 요담, 호은과 함께 병사를 모아 어두워질 때에 성문을 불태우고 궁중을 공격해, 경시제 군에 이겼다. 날이 밝자 경시제는 장인 조맹이 있는 신풍으로 달아났다.
경시제가 진목과 성단도 죽여 두려움을 품은 왕광도 장앙 등에게 합류했으나, 이송은 경시제 편에 섰고, 경시제 등과 왕광 등은 달을 넘겨가며 성 내에서 전투를 벌였다. 결국 왕광 등이 패배했다. 왕광 등은 마침 장안으로 몰려오는 적미에게 항복해 길라잡이가 되었고, 적미는 경시제 군을 무찌르고 9월 장안에 입성했다.
적미는 경시제를 살려주기로 약속하고 장사왕에 봉했으나, 적미의 정치가 포학해 사람들이 경시제를 그리워하자, 장앙은 경시제가 화가 될 것을 우려해 경시제를 보호하고 있던 사록을 시켜 경시제를 교살했다.